# ترفورين
ترفورين هي بلدية في مقاطعة برابانت فلاماند، في فلاندرز، بلجيكا. تتكون البلدية من قرى دويسبورغ و ترفورين و فوسم و مورسيل. في 1 يناير 2006، بلغ عدد سكان ترفورين 20،636 نسمة. المساحة الإجمالية 32.92كيلو متر مربع مما يعطيها كثافة سكانية تبلغ 627 نسمة لكل كيلومتر مربع.
اللغة الرسمية لترفورين هي الهولندية . تتكون الأقليات المحلية بشكل أساسي من الناطقين بالفرنسية ومواطني دول الاتحاد الأوروبي والولايات المتحدة الأمريكية وكندا. والسبب في هذا المزيج المتنوع من الجنسيات هو وجود العمال المغتربين وأسرهم الذين يعملون في بروكسل ونواحيها، عادة إما لصالح الاتحاد الأوروبي أو الناتو أو للشركات متعددة الجنسيات. تقع المدرسة البريطانية في بروكسل في ترفورين منذ عام 1970. ترفورين هي أيضًا موطن لكنيسة القديس بولس الناطقة بالإنجليزية، وهي جزء من الكنيسة الأنجليكانية 
ترفورين هي واحدة من أغنى البلديات في بلجيكا. وترتبط ببروكسل من خلال شارع معبد كبير، شارع ترفورين (بالهولندية: Tervurenlaan)، الذي بناه الملك ليوبولد الثاني للمعرض العالمي لعام 1897. يتشابك هذا الطريق مع خط ترام للركاب. حتى عام 1959، كان في ترفورين أيضًا سكة حديد كهربائية والتي تقابل محطتها المهجورة المتحف الملكي لأفريقيا الوسطى هذه المحطة أصبحت حانة سميت محطة سبورلوس (محطة بلا أثر)، حاليًا تسمى «بار دي زامي».